# 江川達也
江川達也（1961年3月8日—），日本男性漫畫家、電視藝人。出身於愛知縣名古屋市千種區，愛知教育大學教育學部畢業。血型為A型。已婚並育有子女。
代表作有『神通小精靈』、『東京大學物語』等。

## 人物概要
- 住在東京都澀谷區松濤建設費約6億日圓的豪宅裡。
- 為最近的年輕人（漫畫助手）沒有責任感的態度感到生氣，現在是完全不用助手、一個人畫漫畫（自述）。
- 持有相当明显的右翼观点。

## 作品列表

### 漫畫
- BE FREE!、原名《BE FREE!（日语：BE FREE!）》，香港中文版由自由人漫畫代理
- 神通小精靈、全21冊、原名《まじかる☆タルるートくん（日语：まじかる☆タルるートくん）》
- 黃金小子、原名《GOLDEN BOY（日语：GOLDEN BOY）》
- 東京大學物語、全21冊、原名《東京大学物語》
- 原名《タケちゃんとパパ（日语：タケちゃんとパパ）》
- 原名《HAPPY BOY（日语：HAPPY BOY）》
- 魔動天使、原名《魔動天使うんポコ（日语：魔動天使うんポコ）》
- 原名《DEADMAN（日语：DEADMAN）》
- 原名《ラストマン（日语：ラストマン）》
- THE LAST MAN、8冊待續、原名《THE LASTMAN PREMIUM（日语：THE LASTMAN PREMIUM）》
- 文化祭（祕）委員會、全2冊、原名《文化祭ウラ実行委員会（日语：文化祭ウラ実行委員会）》
- 日俄戰爭物語、22冊（第一部完）、原名《日露戦争物語（日语：日露戦争物語）》
- 《源氏物語》
- 原名《ONE ZERO NINE（日语：ONE ZERO NINE）》
- 原名《けっこう仮面R（日语：けっこう仮面R）》
- 家畜人鴉俘、原名《家畜人ヤプー（日语：家畜人ヤプー）》
- 原名《八月の鯉・コーリュー（日语：八月の鯉・コーリュー）》
- 江川式學習法、原名《江川式勉強法（日语：江川式勉強法）》
- 《假面骑士 THE FIRST》
- 《BOCCHAN 坊っちゃん》
- 家庭教師神宮山美佳、原名《家庭教師神宮山美佳（日语：家庭教師神宮山美佳）》

## 過去助手
- 藤島康介
- 藤澤亨
- 坂本真一
- 山田玲司
- 松浦聰彥

## 外部連結
- （日語） 個人網頁 （页面存档备份，存于）
- （日語）
- （日語） 日經BP 漫畫家、電影導演 江川達也訪談（前篇）
- （日語） 日經BP 漫畫家、電影導演 江川達也訪談（後篇）
- 江川達也 - 遊戲基地 WeKey
- 博客來網路書店 - 目前您搜尋的關鍵字為: 江川達也 （页面存档备份，存于）